# Jennifer Warnes
Jennifer Warnes (* 3. března 1947 Seattle, Washington) je americká country-popová zpěvačka, producentka a písničkářka, která pochází z Anaheimu v Kalifornii. Je známá pro svoji interpretaci skladeb, které napsala spolu s dalšími hudebníky, stejně jako pro svoji tvorbu filmových soundtracků.
Byla blízkou přítelkyní, spolupracovnicí a také interpretkou Leonarda Cohena. Za svoje písně k filmům byla čtyřikrát nominována na Oscara za Nejlepší originální píseň, z čehož třikrát vyhrála, a překonala tak Franka Sinatru. Mezi vítězné písně patří „It Goes Like It Goes“ (1979) z filmu Norma Rae, „Up Where We Belong“ (1982) z filmu Důstojník a džentlmen a „(I've Had) The Time of My Life“ (1987) z filmu Hříšný tanec.
Zpěvačka spolupracovala s mnoha dalšími umělci, mezi něž patří například Bill Medley, Joe Cocker, Randy Newman nebo John Cale.